# Milimeter
Milimeter (označba mm) je enota za merjenje dolžine, enaka eni tisočinki metra (predpona »mili-« v mednarodnem sistemu enot označuje 1/1000).
Milimeter se med drugim večinoma uporablja v strojništvu razen v angloameriških deželah, kjer uporabljajo palec.